# Espionaje chino en Estados Unidos

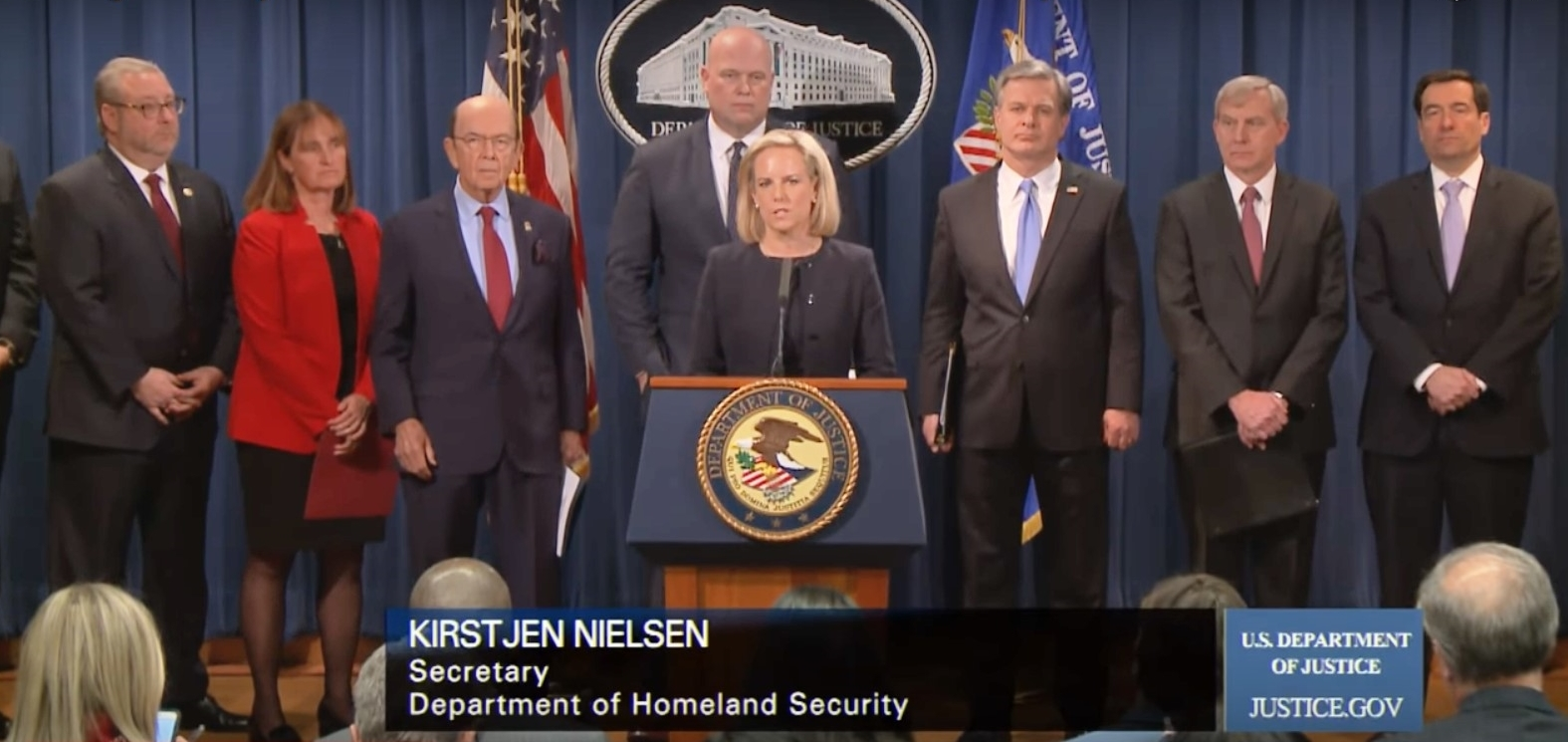
Kirstjen Nielsen, secretario de Seguridad Nacional de los EE. UU., el procurador general interino Matthew Whitaker, el secretario de Comercio Wilbur Ross y el director del FBI Christopher Wray en 2019 anuncian 23 cargos criminales contra Huawei y Meng Wanzhou

Se alega que China ha comenzado un esfuerzo generalizado para adquirir tecnología militar estadounidense e información clasificada y los secretos comerciales de compañías estadounidenses. Se acusa al gobierno chino de robar secretos comerciales y tecnología, a menudo de empresas en Estados Unidos, para ayudar a apoyar su desarrollo militar y comercial a largo plazo. China ha sido acusada de utilizar una serie de métodos para obtener tecnología estadounidense (utilizando la ley estadounidense para evitar ser procesada), incluyendo espionaje, explotación de entidades comerciales y una red de contactos científicos, académicos y comerciales. Aunque utiliza una red de contactos para recopilar información utilizada para beneficiar a las empresas chinas, cada pedacito de información no invita al escrutinio o enjuiciamiento por parte del gobierno de Estados Unidos. Los casos de espionaje incluyen a Larry Wu-Tai Chin, Katrina Leung, Gwo-Bao Min, Chi Mak y Peter Lee.

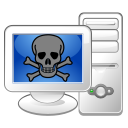
El malware suele ser representado con símbolos de peligro o advertencia de archivo malicioso.

Además del espionaje tradicional, China colabora con empresas civiles chinas con empresas estadounidenses para adquirir tecnología y datos económicos y utiliza el espionaje cibernético para penetrar en las redes informáticas de empresas y organismos gubernamentales estadounidenses; un ejemplo es la Operación Aurora de diciembre de 2009. Los funcionarios estadounidenses encargados de hacer cumplir la ley han identificado a China como la potencia extranjera más activa involucrada en la adquisición ilegal de tecnología estadounidense. El 19 de mayo de 2014, el Departamento de Justicia de los Estados Unidos anunció que un gran jurado federal había acusado a cinco oficiales del Ejército Popular de Liberación por robar información comercial confidencial y propiedad intelectual de empresas comerciales de los Estados Unidos y plantar malware sus ordenadores.

## Métodos
La República Popular China ha utilizado varios métodos para reunir información secreta en los Estados Unidos. Los individuos intentan obtener información específica de fuentes abiertas tales como bibliotecas, instituciones de investigación y bases de datos no clasificadas. Los viajeros chinos son reclutados para llevar a cabo actividades específicas de inteligencia, y el gobierno chino informa a los retornados de los programas de intercambio, misiones comerciales y programas de cooperación científica. Los ciudadanos chinos pueden ser coaccionados a cooperar en clases de actuación.
Las asociaciones entre empresas chinas y extranjeras han sido acusadas de existir únicamente para dar a las industrias de defensa chinas acceso a tecnología avanzada. El entorno regulatorio y comercial en China presiona a las compañías estadounidenses y a otras compañías extranjeras a transferir tecnología a sus compañías socias chinas como parte de hacer negocios en su país. Las compañías extranjeras proporcionan tecnología, capital y experiencia en manufactura para obtener acceso a los mercados chinos, y los equipos de alta tecnología son adquiridos por agentes chinos que operan organizaciones de fachada en Hong Kong. Algunos artículos (ordenadores, semiconductores, programas informáticos, dispositivos de telecomunicaciones y circuitos integrados) pueden utilizarse con fines militares o civiles. China también utiliza empresas estatales para comprar empresas estadounidenses con acceso a la tecnología objetivo.
China también accede a tecnología extranjera a través del espionaje industrial, y los funcionarios del Servicio de Inmigración y Control de Aduanas de Estados Unidos califican las operaciones de espionaje industrial y robo de China como la principal amenaza a la seguridad tecnológica de Estados Unidos. Entre octubre de 2002 y enero de 2003, cinco empresarios chinos fueron acusados de enviar ilegalmente equipo y secretos comerciales de California a China, y funcionarios estadounidenses impidieron que un chino enviara un nuevo ordenador de alta velocidad utilizada en proyectos clasificados (incluido el desarrollo de armas nucleares) del Laboratorio Nacional Sandia.

## Espionaje Nuclear
Un informe de 1999 del Comité Especial de la Cámara de Representantes de los Estados Unidos sobre Seguridad Nacional y Cuestiones Militares y Comerciales de los Estados Unidos con la República Popular China, conocido como el Informe Cox, advirtió que China ha robado información clasificada sobre cada ojiva termonuclear del arsenal de misiles balísticos intercontinentales del país. La información se recopila a través del espionaje, la revisión de publicaciones técnicas y académicas de los Estados Unidos y la interacción con científicos estadounidenses. China asigna a un gran número de individuos la tarea de recopilar pequeñas piezas de información (que son cotejadas y analizadas), y los agentes individuales pueden escapar más fácilmente a la sospecha. El personal del gobierno de Estados Unidos sospecha que los esfuerzos de inteligencia de China dirigidos al desarrollo de armas nucleares modernas se centran en los Laboratorios Nacionales de Los Álamos, Lawrence Livermore, Sandia y Oak Ridge. Se sabe que China ha robado información clasificada sobre los misiles balísticos de corto alcance W-56 Minuteman II ICBM, W-62 Minuteman III ICBM, el misil balístico de corto alcance W-70 Lance (SRBM), el misil balístico de lanzamiento submarino W-76 Trident C-4 (SLBM), el misil balístico de lanzamiento submarino W-78 Minuteman III Mark 12A ICBM, el misil de mantenimiento de la paz W-87 y el misil de mantenimiento de la paz W-88 Trident D-5, así como sobre conceptos y características de diseño de armas.

## Guerra informática (Cyberwarfare)
China realiza espionaje político y empresarial para acceder a las redes de empresas financieras, de defensa y tecnológicas e instituciones de investigación de Estados Unidos. Los archivos adjuntos de correo electrónico que intentan entrar en las redes de empresas y organizaciones de EE. UU. explotan las debilidades de seguridad del software. Un destinatario abre un archivo adjunto de correo electrónico, aparentemente de una fuente conocida, que contiene un programa que se incrusta en el equipo del destinatario. El programa de control remoto permite a un atacante acceder al correo electrónico del destinatario, enviar documentos confidenciales a direcciones específicas y encender instrumentos tales como cámaras web o micrófonos.
En enero de 2010, Google reportó "un ataque altamente sofisticado y dirigido a nuestra infraestructura corporativa originada en China que resultó en el robo de la propiedad intelectual de Google". Según los investigadores, el ciberataque de Google se dirigió a las cuentas de Gmail de activistas chinos de derechos humanos. Al menos otras 34 compañías han sido atacadas, incluyendo Yahoo, Symantec, Adobe, Northrop Grumman y Dow Chemical.
En enero de 2013, The New York Times informó de que había sido víctima de intentos de piratería informática procedentes de China durante los cuatro meses anteriores a la publicación de un artículo sobre el primer ministro Wen Jiabao. Según el periódico, los "ataques parecen ser parte de una campaña de espionaje informático más amplia contra las compañías estadounidenses de medios de comunicación que han informado sobre líderes y corporaciones chinas".
Los ciberataques chinos parecen tener como objetivo las industrias estratégicas en las que China está rezagada; los ataques a las compañías de defensa tienen como objetivo la información sobre sistemas de armamento, y los ataques a las compañías de tecnología buscan código fuente crítico para las aplicaciones de software. La Operación Aurora enfatizó lo que los altos funcionarios del gobierno de Estados Unidos han llamado una amenaza cibernética cada vez más seria para las industrias críticas.
Amitai Etzioni, del Instituto de Estudios de Política Comunitaria, ha sugerido que el ciberespacio podría ser un ámbito fructífero para que Estados Unidos y China implementen una política de contención mutuamente asegurada que permita a ambos Estados tomar las medidas que consideren necesarias para la autodefensa, al tiempo que acuerdan abstenerse de tomar medidas ofensivas. Tal política requeriría supervisión.

## Compromiso de la red de la CIA (2010-2012)
Entre 2010 y 2012, el gobierno chino pudo arrestar o matar entre 18 y 20 activos de la CIA en China. Una operación conjunta de contraespionaje de la CIA y el FBI, llamada "Honey Bear", fue incapaz de determinar definitivamente la fuente de los compromisos, aunque las teorías incluyen la existencia de un topo, el espionaje cibernético, o un mal oficio. Mark Kelton, entonces Subdirector del Servicio Nacional Clandestino de Contrainteligencia, se mostró inicialmente escéptico de que la culpa fuera de un topo.
En enero de 2018, un exoficial de la CIA llamado Jerry Chun Shing Lee fue arrestado en el Aeropuerto Internacional John F. Kennedy, bajo sospecha de ayudar a desmantelar la red de informantes de la CIA en China.

## Casos cibernéticos (Cybercases)
En 2007, la empresa de seguridad informática McAfee alegó que China estaba involucrada activamente en la guerra cibernética, acusando al país de ciberataques contra India, Alemania y Estados Unidos; China negó tener conocimiento de estos ataques. En septiembre de 2007, el ex alto funcionario de seguridad de la información de Estados Unidos, Paul Strassmann, dijo que 735.598 computadoras en Estados Unidos estaban "infestadas de zombis chinos"; en teoría, las computadoras infectadas de esta manera pueden formar una red de bots capaz de llevar a cabo ataques de denegación de servicio poco sofisticados pero potencialmente peligrosos. Se informó de que una red de espionaje cibernético conocida como GhostNet, que utiliza servidores con sede principalmente en China, intervino en los documentos clasificados de organizaciones gubernamentales y privadas de 103 países (incluidos los exiliados tibetanos). China negó el reclamo.
En diciembre de 2009 y enero de 2010 se lanzó desde China un ciberataque, conocido como Operación Aurora, en Google y en más de 20 empresas. Google dijo que los ataques se originaron en China, y que "revisaría la viabilidad" de sus operaciones comerciales en China como resultado del incidente. Según Google, al menos otras 20 empresas de diversos sectores también fueron blanco de los ataques. Según McAfee, "este es el ataque de mayor perfil de este tipo que hemos visto en la memoria reciente".
En mayo de 2014, un gran jurado federal de EE. UU. acusó a cinco oficiales militares chinos por cibercrímenes y robo de secretos comerciales. Se alegó que los funcionarios chinos hackearon las computadoras de seis empresas estadounidenses para robar información que proporcionaría una ventaja económica a los competidores chinos, incluidas las empresas estatales chinas. China dijo que los cargos eran "inventados", y que la acusación dañaría la confianza entre las dos naciones. Aunque las acusaciones han sido calificadas de relativamente sin sentido, podrían limitar los viajes de los oficiales debido a los tratados de extradición de Estados Unidos.
En noviembre de 2017, el Departamento de Justicia acusó a tres empleados chinos de Guangzhou Bo Yu Information Technology Company Limited de piratear entidades corporativas en los Estados Unidos, incluyendo Siemens AG, Moody's Analytics y Trimble Inc.
Desde al menos 2013, un grupo de espionaje chino llamado TEMP.Periscope by FireEye ha estado involucrado en espionaje contra temas relacionados con el mar[42]. FireEye reportó que la información era probablemente de importancia comercial y económica.
El Ejército Popular de Liberación (EPL) estaba vinculado al espionaje económico que involucraba planes de negocios robados, propiedad intelectual, e infringía conversaciones privadas de Westinghouse Electric y United States Steel Corporation.
Los hackers chinos han robado información sobre el sistema de misiles Patriot, el F-35 Joint Strike Fighter y el nuevo buque de combate litoral de la Armada de Estados Unidos. Estos planos de armas y sistemas de control de EE. UU. fueron robados para avanzar en el desarrollo del armamento chino.
La protección del Mar del Sur de China es muy importante para Estados Unidos porque una unidad cibernética china ya ha logrado una invasión en el gobierno filipino y en las redes militares. Documentos militares, comunicaciones internas y otros materiales sensibles relacionados con la disputa se perdieron debido a la invasión.